# Бектабеков, Соломон Иванович
Князь Соломон Иванович Бектабеков (1803—1860) — генерал-майор, участник Кавказских походов.

## Биография
Родился в 1803 году в Тифлисе, происходил из грузинских князей Тифлисской губернии.
В военную службу вступил в 1817 году юнкером в 20-ю артиллерийскую бригаду. 7 февраля 1823 года получил первый офицерский чин прапорщика 1-й гренадерской артиллерийской бригады в Отдельном Литовском корпусе и оставлен при Артиллерийском училище в Санкт-Петербурге для продолжения образования. В том же году произведён в подпоручики.
В 1825 году Бектабеков перевёлся на Кавказ в 21-ю артиллерийскую бригаду и принял участие в кампании 1826 года против Персии. В 1827 году зачислен прапорщиком в лейб-гвардии 2-ю артиллерийскую бригаду и вскоре вновь получил чин подпоручика. Затем Бектабеков сражался с турками в Закавказье.
В 1830 году Бектабеков отличился в Кабардинском походе и потом сражался против лезгин в Джаро-Белоканском округе, за отличия произведён в поручики.
В 1834 году за боевые отличия против горцев получил сразу два чина — штабс-капитана и капитана. В 1836 году произведён в полковники, а 6 декабря 1848 года — в генерал-майоры с назначением состоять по артиллерии и при Отдельном Кавказском корпусе.
В 1853—1856 году принимал участие в походах против Турции на Кавказе.
В 1857 году зачислен в число состоящих при Кавказской армии по политическим видам, скончался 6 мая 1860 года.

## Награды
Среди прочих наград князь Бектабеков имел ордена:
- Орден Святой Анны 4-й степени (1831 год)
- Орден Святого Георгия 4-й степени (26 ноября 1847 года, за беспорочную выслугу 25 лет в офицерских чинах, № 7766 по кавалерскому списку Григоровича — Степанова)
- Орден Святого Владимира 3-й степени (1851 год)
- Орден Святого Станислава 1-й степени (1858 год)